# Medal of Honor (videójáték, 1999)
A Medal of Honor egy 1999-es belsőnézetű lövöldözős videójáték, amit a DreamWorks Interactive fejlesztett és az Electronic Arts adott ki Playstation-re. Ez az első játéka a Medal of Honor videójáték-sorozatnak. A történetet Steven Spielberg filmrendező és producer készítette.

## Játékmenet
A Medal of Honor-ban, a játékos egy kitalált személyt alakít, egy bizonyos Jimmy Patterson nevű hadnagyot, aki egy C-47 Skytrain pilóta a Légi Szállításai Parancsnokságon (ATC), majd majd később csatlakozik a Stratégiai Szolgálati Irodához (OSS).
A játék a második világháború utolsó éveiben veszi fel a fonalat (1944 közepe-1945 közepe). A játék célja, hogy különféle küldetéseket teljesíteni az OSS megbízásával, mint egy amerikai pilóta kimentése, behatolni az ellenséges vonalak mögé és megsemmisíteni egy német tengeralattjárót, visszaszerezni lopott művészeti alkotásokat, és pusztítani a náci Németország Hadigépezeteit.